# Femme Fatale (zespół muzyczny)
Femme Fatale – amerykański zespół rockowy, funkcjonujący w latach 1987–1990 oraz 2013–2019.

## Historia
Zespół został założony w 1987 roku w Albuquerque. Tworzyli go wokalistka Lorraine Lewis, gitarzyści Mazzi Rawd i Bill D'Angelo, basista Rick Rael i perkusista Bobby Murray. Grupa przeprowadziła się do Los Angeles i wkrótce później podpisała kontrakt płytowy z MCA Records. Debiutancki album zespołu, zatytułowany Femme Fatale, został wydany w 1988 roku. Pochodzące z niego piosenki „Waiting for the Big One” i „Falling in and Out of Love” były często odtwarzane w MTV, dostając się także na listę UK Singles Chart. Ogółem album sprzedał się w 225 000 egzemplarzy. Zespół koncertował także wspólnie z Cheap Trick. Mimo to rozczarowana niezadowalającym wynikiem komercyjnym Lewis rozwiązała zespół i rozpoczęła karierę solową.
W 2013 roku Lewis reaktywowała zespół. W 2016 roku ukazał się album One More for the Road, zawierający niepublikowane wcześniej nagrania z lat 1989–1990. W 2019 roku Lewis została wokalistką Vixen.

## Skład zespołu

### Ostatni
- Lorraine Lewis – wokal, tamburyn (1987–1990, 2013–2019)
- Courtney Cox – gitary, wokal wspierający (2013–2019)
- Janis Tanaka – gitara basowa, wokal wspierający (2013–2019)
- Katt Scarlett – instrumenty klawiszowe, wokal wspierający (2013–2019)
- Athena Lee – perkusja (2013–2019)
- Nikki Stringfield – gitary (2015–2019)

### Wcześniejsi członkowie
- Mazzi Rawd – gitary, instrumenty klawiszowe, wokal wspierający (1987–1990)
- Bill D'Angelo – gitary (1987–1990)
- Rick Rael – gitara basowa, wokal wspierający (1987–1990)
- Bobby Murray – perkusja, wokal wspierający (1987–1990)
- Nita Strauss – gitary, wokal wspierający (2013–2015)
- Rachael Rine – perkusja (2013–2018)

## Dyskografia
- Femme Fatale (1988)
- One More for the Road (2016)